# Benítez (Sucre)
Benítez is een gemeente in de Venezolaanse staat Sucre. De gemeente telt 41.200 inwoners. De hoofdplaats is El Pilar.